# Административно-территориальная единица
Администрати́вно-территориа́льная едини́ца (сокр. АТЕ; также административно-территориальное образование) — единица административно-территориального деления государства. Многие из них являются юридическими лицами, в странах романо-германской правовой семьи они являются публично-правовыми корпорациями.
Обычно существует несколько уровней административно-территориального деления: 
- региональный уровень (например, регионы во Франции, области в Италии, автономные сообщества в Испании, воеводства в Польше, штаты в США, субъекты федерации в России, федеральные земли в Германии и Австрии, провинции в Канаде, КНР) — существует, как правило, только в относительно крупных государствах, в большинстве федеративных государств заменяется федеративными единицами (субъектами федерациями, федеральными образованиями), в СССР, наоборот, многие федеративные единицы имели деление на административно-территориальные единицы регионального уровня, в децентрализованных унитарных государствах у административно-территориальных единиц регионального уровня есть часть полномочий, свойственных для федеративных единиц;
- базовый уровень (например, графства в Великобритании, районы в Германии, России, уезды в КНР, департаменты во Франции, провинции в Италии, Испании, Бельгии и Нидерландах, поветы в Польше, жудецы в Румынии, комитаты в Венгрии, лены в Швеции, фюльке в Норвегии, округа в США и Австрии) — в части государств располагает местным самоуправлением (МСУ);
- первичный уровень (например, общины в Германии, Австрии, Швейцарии, Нидерландах, Бельгии, Чехии, Венгрии, приходы в Великобритании и Португалии, коммуны во Франции, Испании, Италии, Дании, Швеции, Норвегии, муниципии в Румынии, гмины в Польше, муниципалитеты в США, волости в КНР) — практически во всех демократических государствах располагает местным самоуправлением.